# テトラケラトプス
テトラケラトプス (Tetraceratops) は古生代ペルム紀中期の約2億6,880万年〜2億5,970万年前に生息していた単弓類の絶滅した属。学名はラテン語で「四本角の顔」を意味する。現在知られうる最古の獣弓類とされる。「ケラトプス」の名を冠しているが、トリケラトプスをはじめとした角竜類とは系統上全く無関係の動物である。

## 特徴
頭蓋長約9cm。発見されたのは不完全な頭骨のみであるが、推定の全長は約50cm - 60cmといわれる。学名の「四本角」は、鼻先と眼窩の前の各々一対の角の事である。しかし実際には下顎にもう一対の角が存在し、計六本もの角を持つ。ちなみに頭部に角を持つ最古の有羊膜類でもある。
発見された当初は盤竜類とされたが、幾つかの特徴から獣弓類に分類される様になった。しかしそれに対する異論もあるが、標本の保存状態の悪さもあり、決着を見ていない。

## 分布
アメリカテキサス州より化石が産出。